# Огюстен Бельяр
Огюстен Бельяр (*Augustin-Daniel Belliard, 25 травня 1769 —†28 січня 1832) — французький генерал Першої імперії, граф, пер Франції, дипломат.

## Життєпис
Народився 1769 року у м.Фонтене-ле-Конт. Був сином Огюстена Бельяра, графа Фонтено, королівського прокурора, та Анжеліки Робер-Моріньє з купецької родини. Дитинство провів у рідному місті. Згодом навчався у невеликому містечку в Пуату. З початком Французької революції Бельяр перейшов на бік повсталих. У 1790 році стає членом федерації Фонтене-ле-Конт. У 1797 році обирається капітаном 1-ї роти батальйону добровольців Фонтене. Того ж року стає довбровольцем Північної амрії на чолі із Дюмур'є, незабаром стає ад'ютантом останнього. Бельяр відзначився у битвах при Гран-Пре, Вальми, Жеммапе, Неєвіндені.
Після втечі генерала Дюмур'є у 1793 році був заарештований, позбавлений усіх звань та посад. Втім через деякий час звільнився з-за ґрат. Поступає добрвольцем до 3-го єгерського полку, служить простим солдатом. Незабаром переведений до армії на чолі із генералом Луї Гошем.
У 1796–1797 роках бере участь в Італійському поході Наполеона Бонапарта. Відзначився при Кастільйоні, Вероні, Арколе. За це отримав звання бригадного генерала. Після цього займає значну частину Тіролю. Хгодом воює у центральній Італії, зокрема захоплює фортецю Чивітавекк'ю та Рим. під час наступу неаполітанського короля Фердинанда VI на Рим Огюстен Бельяр зберіг це місто за французами.
У 1798–1799 роках бере участь в Єгипетському поході у складі корпусу генерала Дезе. Відзначився при захоплені о. Мальта 10 червня 1798 року. Згодом звитяжив у битвах при Ельгаті, Пірамідах, Геліополісі. Згодом Бельяр захопив фортецю Дамієтту. Після цього зіграв важливу роль у взятті Каїра.
По поверненню до Франції у 1800 році стає дивізійним генералом. З 1801 до 1804 року очолює 24-ту дивізію в Брюсселі. У 1805 році призначається начальником штабу маршала Мюрата. Бере участь у військових кампаніях 1805 та 1806 років. За героїзм убитві під Аустерліцем отримує від Наполеона I знаки кавалера Ордена Почесного легіону. також добре проявив себе у битвах під Єною, Пресіш-Елау, Фрідландом.
У 1808 році був серед учасників вторгнення до Іспанії. Того ж року стає військовим губернатором Мадриду. У 1809 році стає таємним радником іспанського короля Жозефа Бонапарта. Захищав Мадрид від іспанців та англійців до 181 року, коли був відкликаний до Великої армії. Того ж року стає графом імперії.
У військовій кампанії 1812 року проти Росії Бельяр був начальником штаба маршала Мюрата. Відзначився у битвах при Островно, Вітебську, Смоленську, Дорогобужі, Бородіно. Після відступу з Росії Бельяр отримує звання генерал-полковника кірасир. Він займається реорганізацією кінноти. Був тяжко поранений у битві при Лейпцигу у 1813 році. Втім зумів відзначився у битві при Ханау й відвести залишки армії до Майнца.
Під час військової кампанії у званні генерал-майора очолює гарнізон Меца. Бельяр зумів відбити усі спроти військ антифранцузької коаліції захопити місто. Після цього, командуючи кавалерійським корпусом, відзначився у битвах при Лаоні, Реймсі, Монміралі, Шато-Тьєррі, Ла-Фершампенуаз.
Після першої реставрації Бурбонів Бельяр стає пером Франції та начальником штабу військ на чолі із герцогом Беррійським. Втім під час Ста днів Наполеона перейшов на його бік. Спочатку прибув до Мюрата, якому спробував допомогти зберегти неаполітанську корону, але після поразки у битві при Толентіно повертається до Франції. У битві при Ватерлоо у 1815 році командував 3-ю й 4-ю дивізіями. після поразки Бонапарта та відновлення на троні короля Людовика XVIII О.Бельяр був позбавлений звання пера Франції й запроторений до в'язниці. Але через декілька місяців був звільнений. У 1819 році відновлений у Палаті перів. Також працював у військовому міністерстві, зокрема розробив план захоплення Алжиру.
Огюстен Бельяр підтримав Липневу революцію, стає наближеним до короля Луї-Філіпа I. Після оголошення у 1830 році незалежності Бельгії отримав посаду посла Франції у Бельгії. Багато зробив для визнання Бельгії незалежною державою (на честь нього встановлено статую у Брюсселі, названо вулицю в Антверпені). У 1832 році призначається послом до Іспанії. Проте 28 січня 1832 року помирає у Брюсселі від апоплексичного удару. Похований на цвинтарі Пер-Лашез у Парижі.